# Buchwaldoboletus lignicola
Buchwaldoboletus lignicola (Franz Joseph Kallenbach, 1929 ex  Albert Pilát, 1969) sin. Pulveroboletus lignicola (Franz Joseph Kallenbach, 1929 ex E. A. Dick și Wally Snell, 1965), din încrengătura Basidiomycota în familia Boletaceae și de genul Buchwaldoboletus, numit în popor hribul lemnului,  este o specie răspândită, dar rară, de ciuperci comestibile, în primul rând parazitare, dar de asemenea saprofite. În România, Basarabia și Bucovina de Nord se dezvoltă, solitar sau în grupuri mici, preponderent în păduri de conifere, la poalele copacilor vi  rășinoși preponderent de pin, dar și de molid precum pe rădăcinile lor, parțial îngropate, dar, de asemenea pe sau lângă lemn de pin putred, pe deșeuri de lemn și prin rumeguș. Trebuie menționat, că micologii polonezi Marcin Szczepka și Slawomir Sokólspecia au dovedit asociația foarte intensă a acestei ciuperci, cu mult mai des întâlnitul "Phaeolus schweinitzii" care este parazitat de ea cu predilecție, dar nu întotdeauna. Apare, de la deal la munte, din iulie până în noiembrie.

## Taxonomie

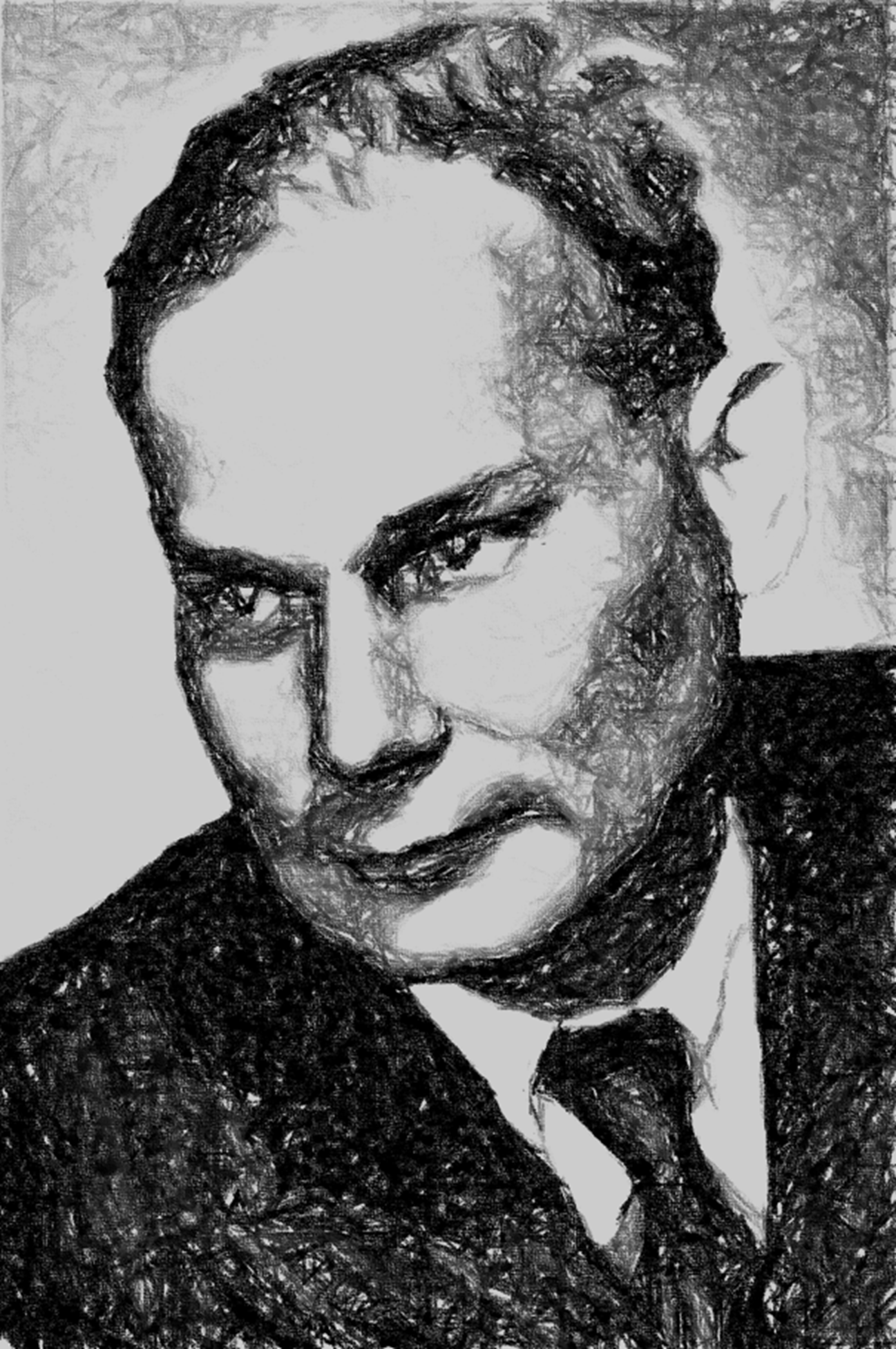
Albert Pilát

Numele binomial a fost determinat de micologul german Franz Joseph Kallenbach (21 august 1893 – 11 septembrie 1944) drept Boletus lignicola în volumul 1 al operei sale	Die Pilze Mitteleuropas - Die Röhrlinge (Boletaceae) din 1929, iar micologul ceh Albert Pilát a creat noul gen Buchwaldoboletus și a transferat specia sub păstrarea epitetului, fiind actual numele curent (2019). În cărți micologice se mai găsește și denumirea Pulveroboletus lignicola, hotărâtă de micologii americani E. A. Dick și Wally Snell|Snell în anul 1965, acceptată sinonim ca și toți ceilalți taxoni nefolosiți.
Numele generic al genului și al speciei au fost create de Albert Pilát în onoarea botanistului și micologului danez Niels Fabritius Buchwald (n. 10 august 1898 – d. 10 februarie 1986) și nu, cum câteodată colportat, de prezența ciupercilor în pădure. Pe de o parte, în limba germană nu există o pădure Buchwald ci numai Buchenwald (pădure de fagi), pe de alta, soiul se dezvoltă numai în combinație cu lemn de rășinoase. Epitetul derivat din cuvântul latin (latină lignum=lemn, bucată de lemn, vreascuri), arată destul legătura cu lemnul.

## Descriere

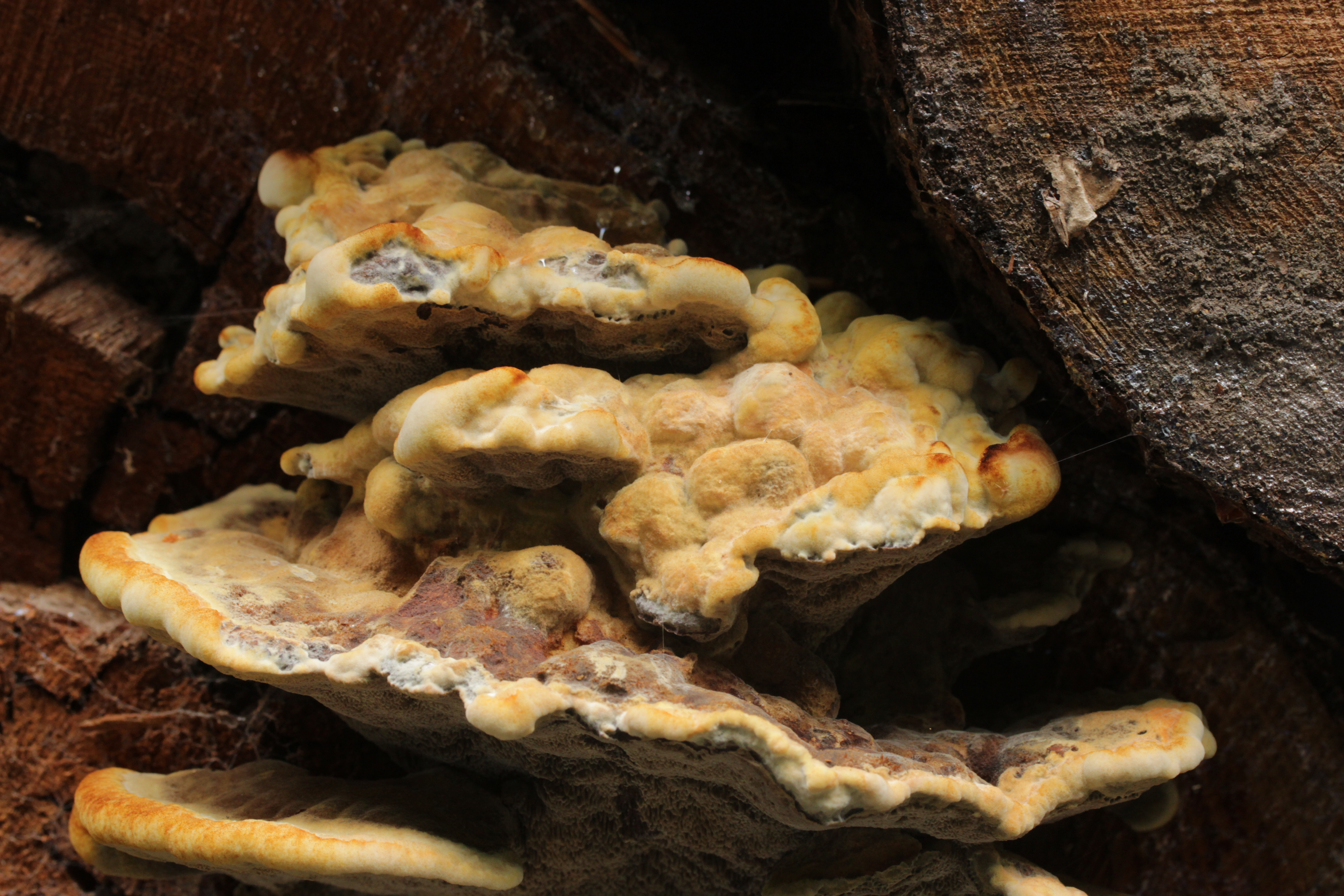
Phaeolus schweinitzii

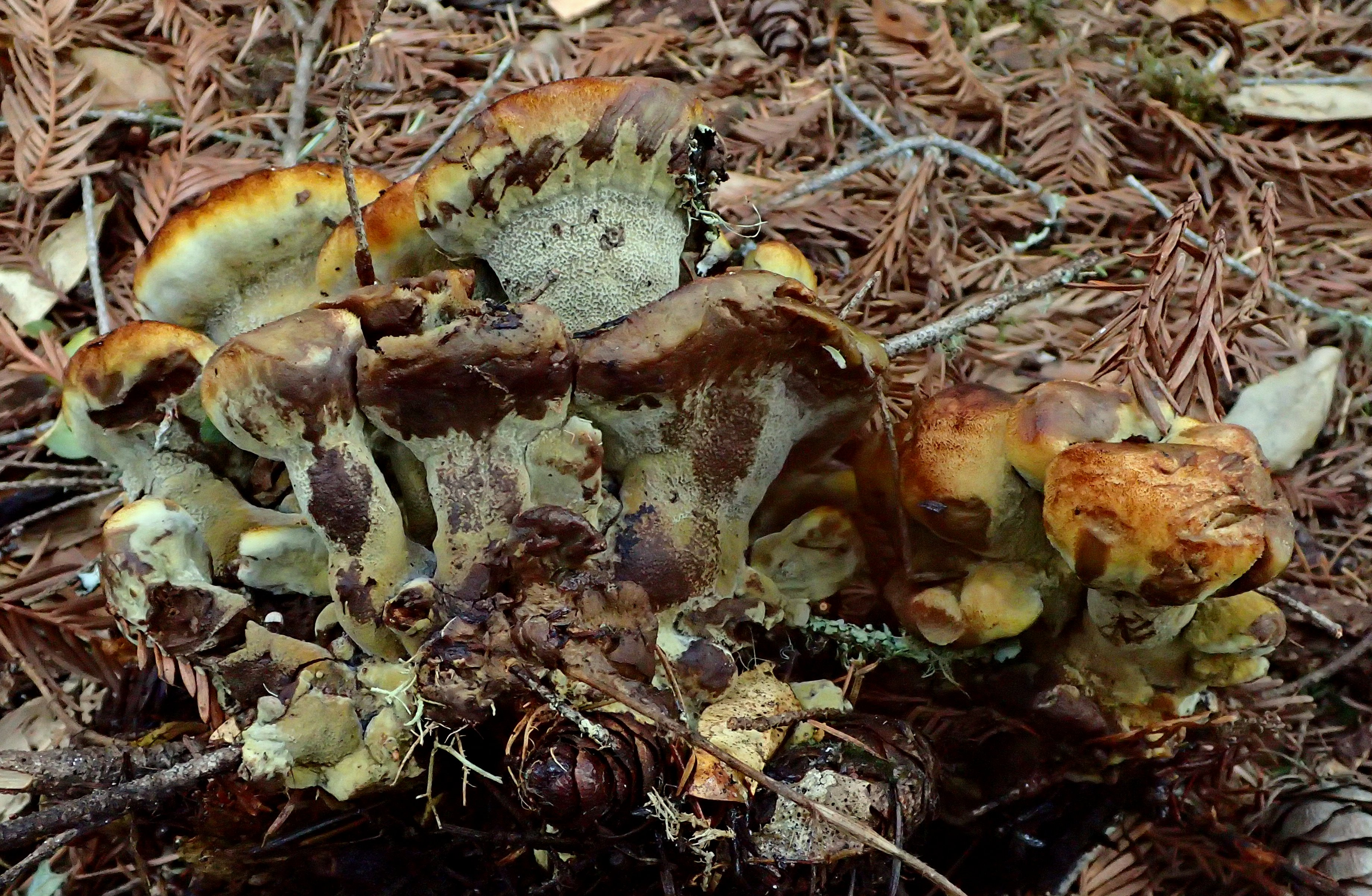
Ph. schweinitzii parazitat de B. lignicola

- Pălăria: ce nu se poate decoji, are un diametru de 5-10 (15) cm, este destul de cărnoasă și consistentă, inițial semisferică cu marginea răsfrântă în jos și mai lungă decât corpul fructifer, apoi convexă și în sfârșit neregulat aplatizată. Cuticula este uscată, mat-catifelată, uneori slab pâslită și pe vreme umedă unsuroasă, fiind în vârstă deseori brăzdată de crăpături. Coloritul variază de la galben strălucitor, peste galben-portocaliu și galben-maroniu până la brun. Sub cuticulă se află un strat gelatinos netrecător, datorită căruia, pielea pălăriei poate fi împinsă încoace și încolo pe carne. Nu se colorează după apăsare.
- Tuburile și porii: ambii fiind de dimensiuni diferite și fine. Tot stratul fructifer (0,8-1,5 cm) este decurent la picior și ușor de îndepărtat. Tuburile, carnea la fundul lor și porii sunt galbeni, la avansarea în vârstă galben-ruginii până galben-verzui, iar puncte de presiune  în acest domeniu se decolorează imediat albastru-verzui, apoi brun-negricios.
- Piciorul: are o înălțime de 3-7 cm și o lățime de 1,5-2,5 cm, este uscat, destul de scurt, cilindric, uneori ceva excentric, subțiat spre bază și plin pe dinăuntru. Coloritul este galben spre vârf și acolo albăstrind trecător după o leziune, iar în jos longitudinal fibros, maroniu cu aspecte roșiatice și necolorându-se după ce buretele a fost apăsat. Datorită hifelor miceliare, este la bază galben-pâslos.
- Carnea:  este destul de cărnoasă și compactă, dar de o caracteristică diferită, fiind în pălărie mai moale și în picior mai tare. Coloritul este albicios-gălbui, în picior mai galben și spre bază ruginiu. La atingere se decolorează doar partea corpului fructifer albăstrui. Mirosul este slab rășinos și de ciuperci, gustul  asemănător și plăcut amărui.[4][5]
- Caracteristici microscopice: Sporii sunt gălbui, lung elipsoidali până slab fusiformi cu o depresie slabă sub-apiculară, netezi cu pereți subțiri, având o mărime de 6,1-8,2 x 2,7-3,6 microni. Pulberea lor este galben-măslinie. Basidiile hialine (translucide) și clavate, cu 4 sterigme fiecare, măsoară 20-23 x 7-8 microni. Cistidele sunt hialine sau gălbuie. Pleurocistidele (cistide situate în himeniul de pe fețele lamelor) cu pereți subțiri și alungit fusiformi au o dimensiune de 43-54 x 7-8 microni, iar cheilocistide (cistide de pe muchia lamelor) elipsoidale sunt mai mici cu 30-33 x 5-6 microni. Hifele cilindrice măsoară în tramă 4-7, în cuticulă 4-10 microni.[11]
- Reacții chimice: Cuticula se decolorează cu acid sulfuric brun, iar tuburile și porii ocru, carnea cu fenol vinaceu-negricios, cuticula și porii cu guaiacol purpuriu murdar, cu Hidroxid de amoniu liliaceu la bază, cuticula și porii cu hidroxid de potasiu brun închis până negru și cuticula cu lactofenol roșu închis.[12][13]

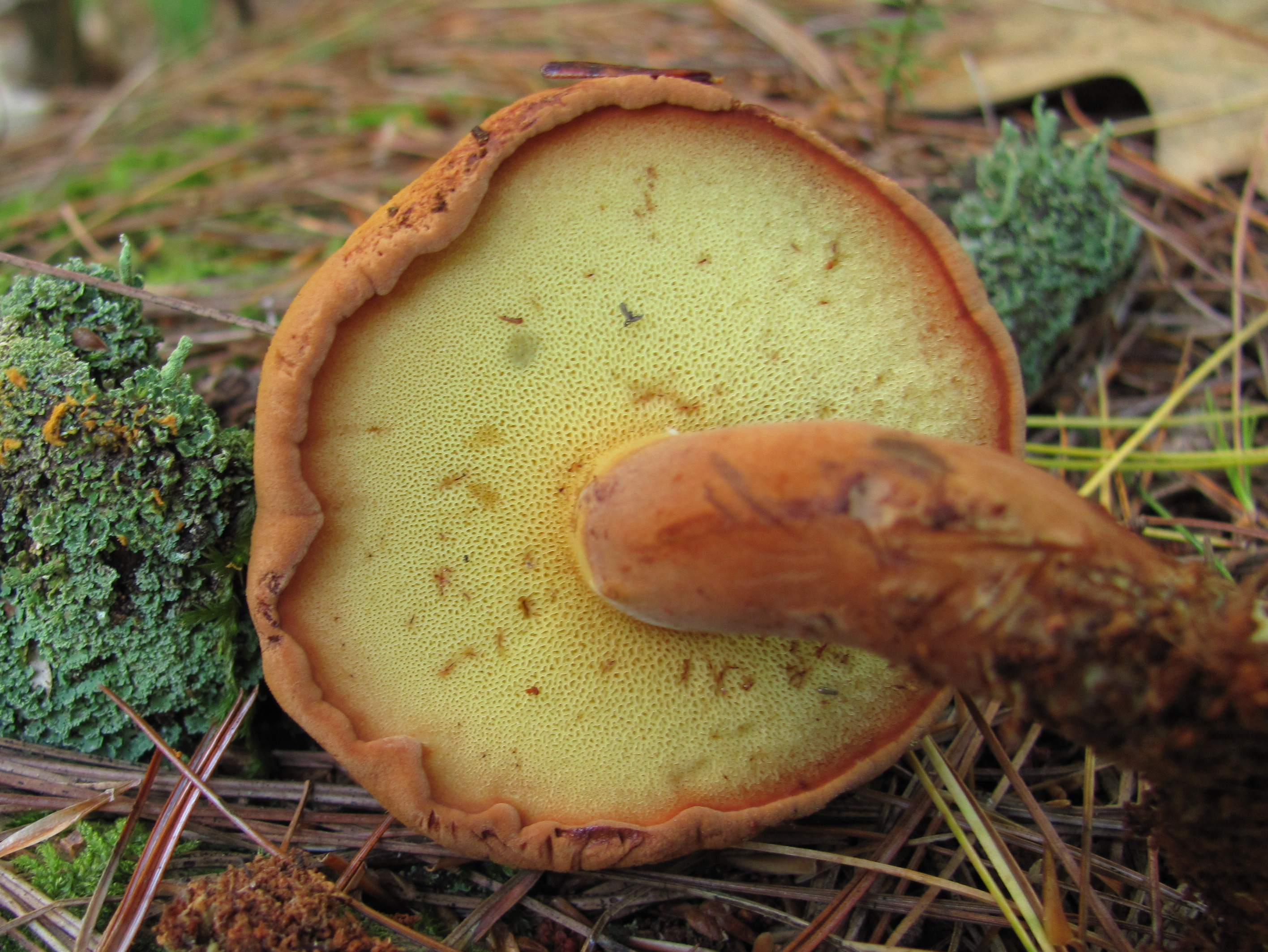
B. lignicola, lamele și picior
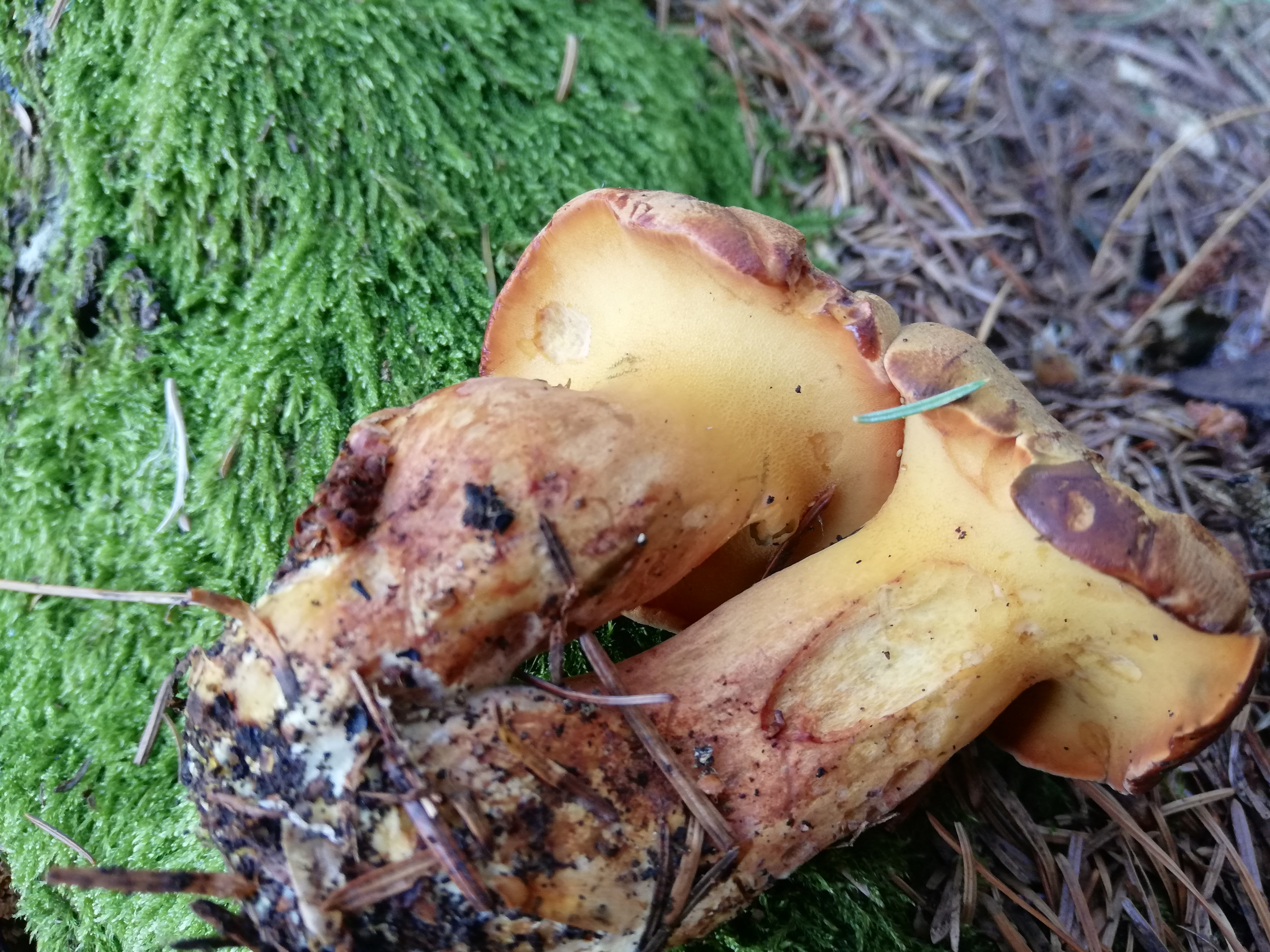
B. lignicola mai tineri
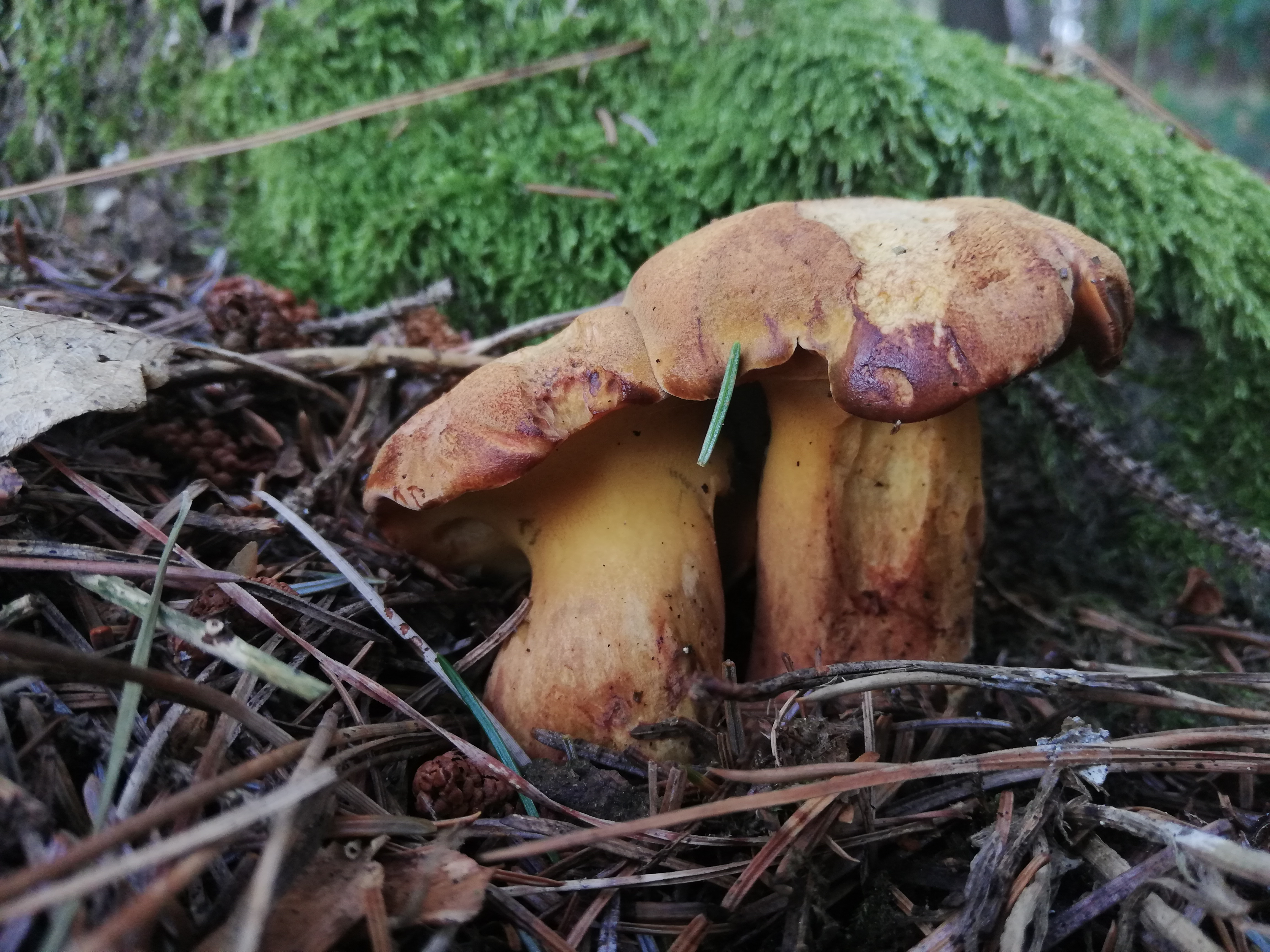
B lignicola maturi mai bruni
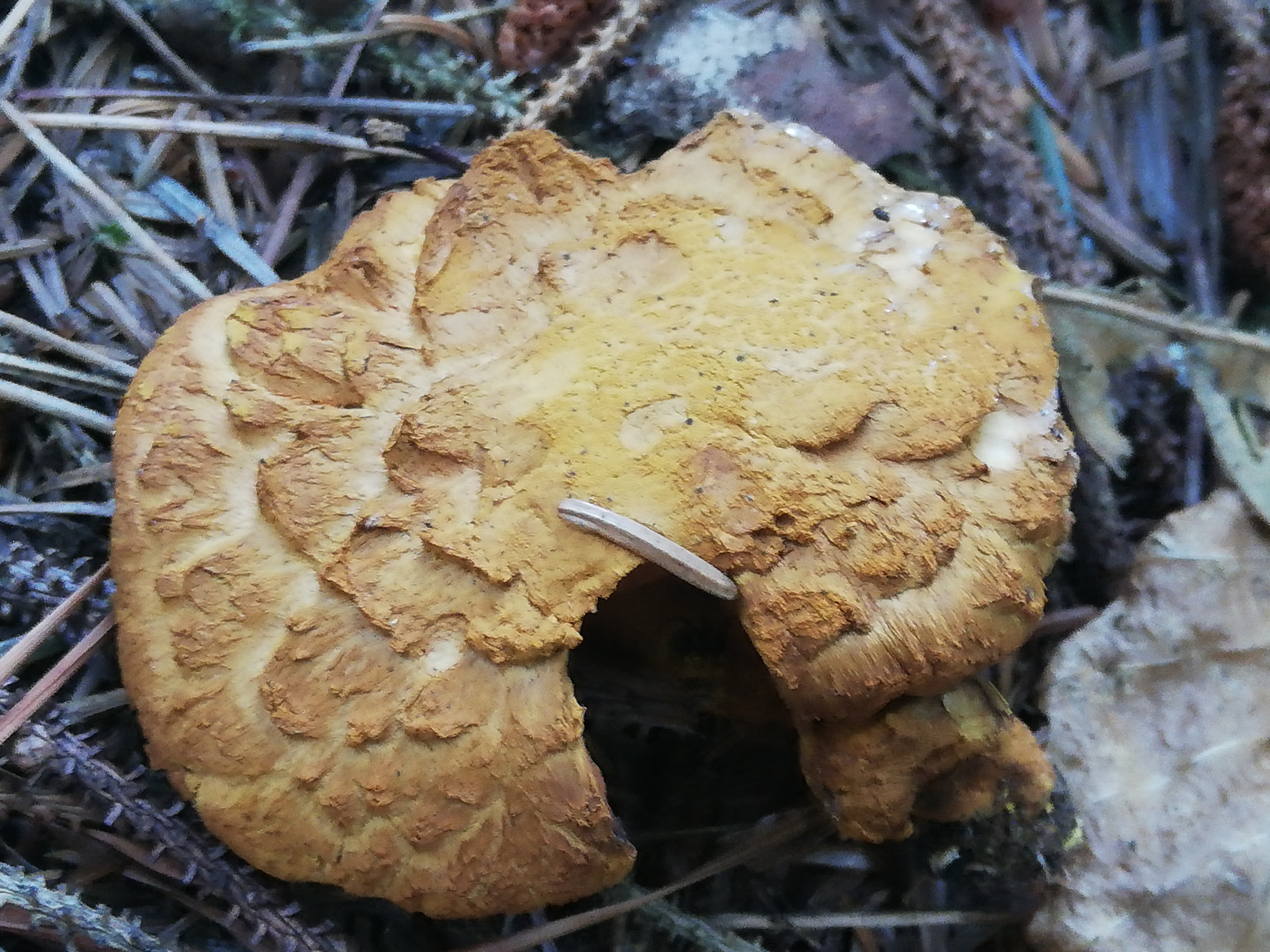
B.lignicola bătrân

## Confuzii
Buretele poate fi confundat numai cu specii comestibile din aceiasi familie, cum sunt de exemplu: Aureoboletus moravicus sin. Xerocomus moravicus, Boletus badius sin. Imleria badia, Boletus ferrugineus sin. Xerocomus ferrugineus, Boletus subtomentosus sin. Xerocomus subtomentosus, Chalciporus piperatus, sin. Boletus piperatus, Gyrodon lividus, (Cyano)boletus pulverulentus sin. Xerocomus pulverulentus, Gyroporus castaneus, Leccinellum crocipodium sin. Leccinum crocipodium (comestibil), Pseudoboletus parasiticus, Suillus bovinus, Suillus cavipes, Suillus collinitus, Suillus granulatus, Suillus plorans, Suillus viscidus comestibil, (se dezvoltă sub larici), Xerocomellus chrysenteron sin. Boletus chrysenteron, Xerocomellus porosporus sin. Boletus porosporus, Xerocomellus pruinatus sin. Boletus pruinatus, Xerocomus pruinatus (comestibil), Xerocomellus zelleri sin. Boletus zelleri și Xerocomus ferrugineus sin. Boletus ferrugineus.

## Specii asemănătoare

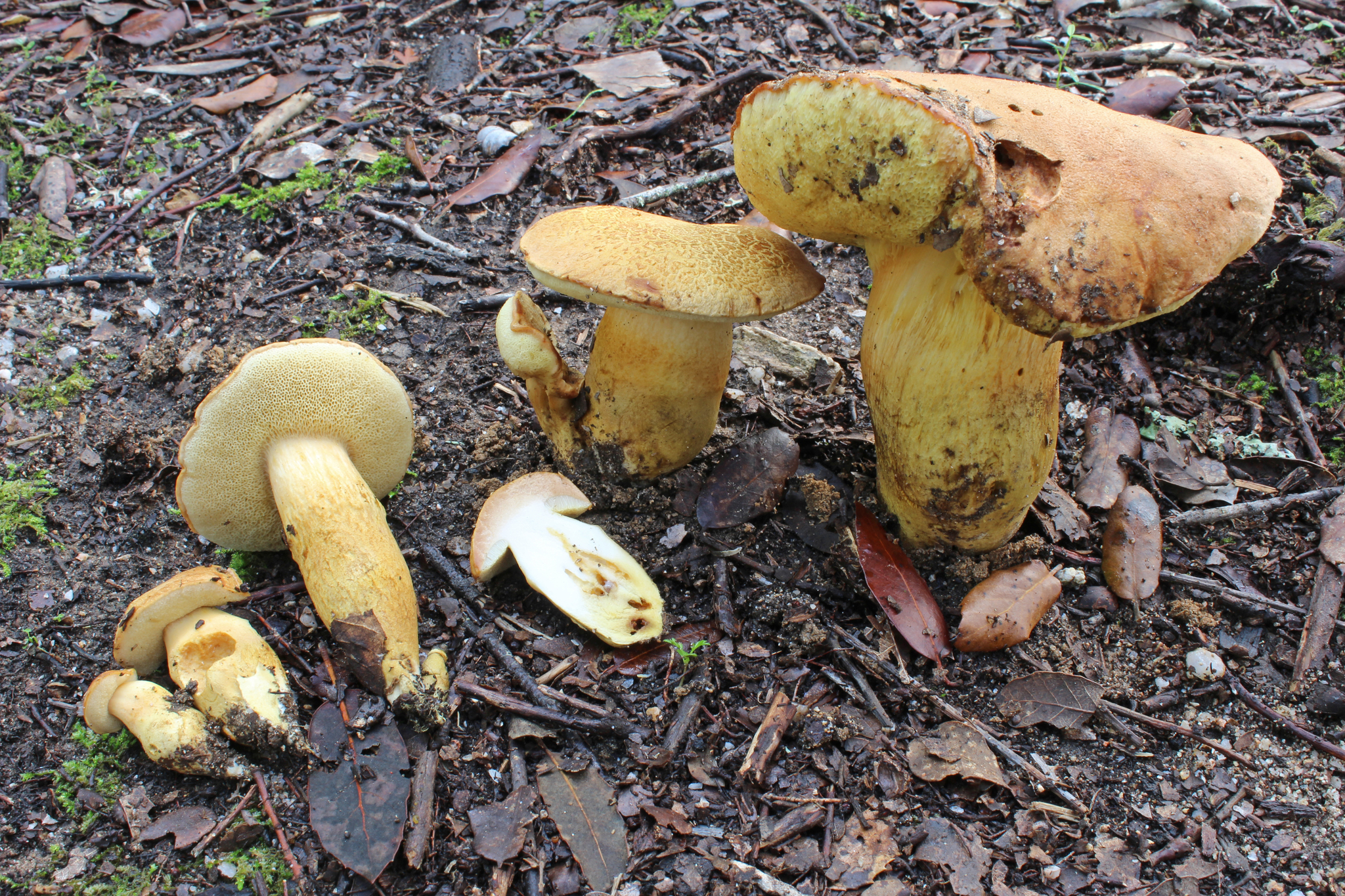
Aureoboletus moravicus sin. Xerocomus moravicus
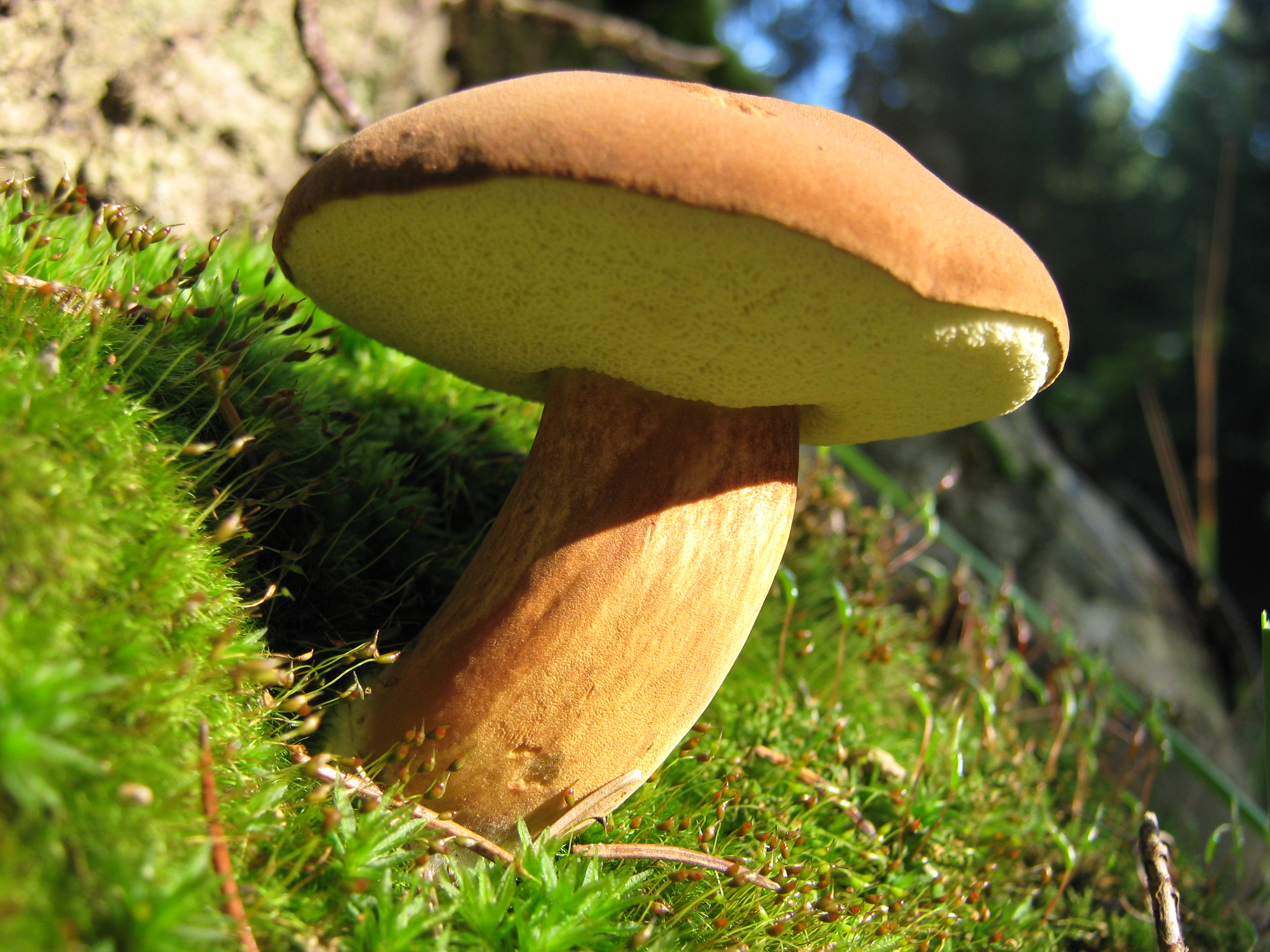
Boletus badius
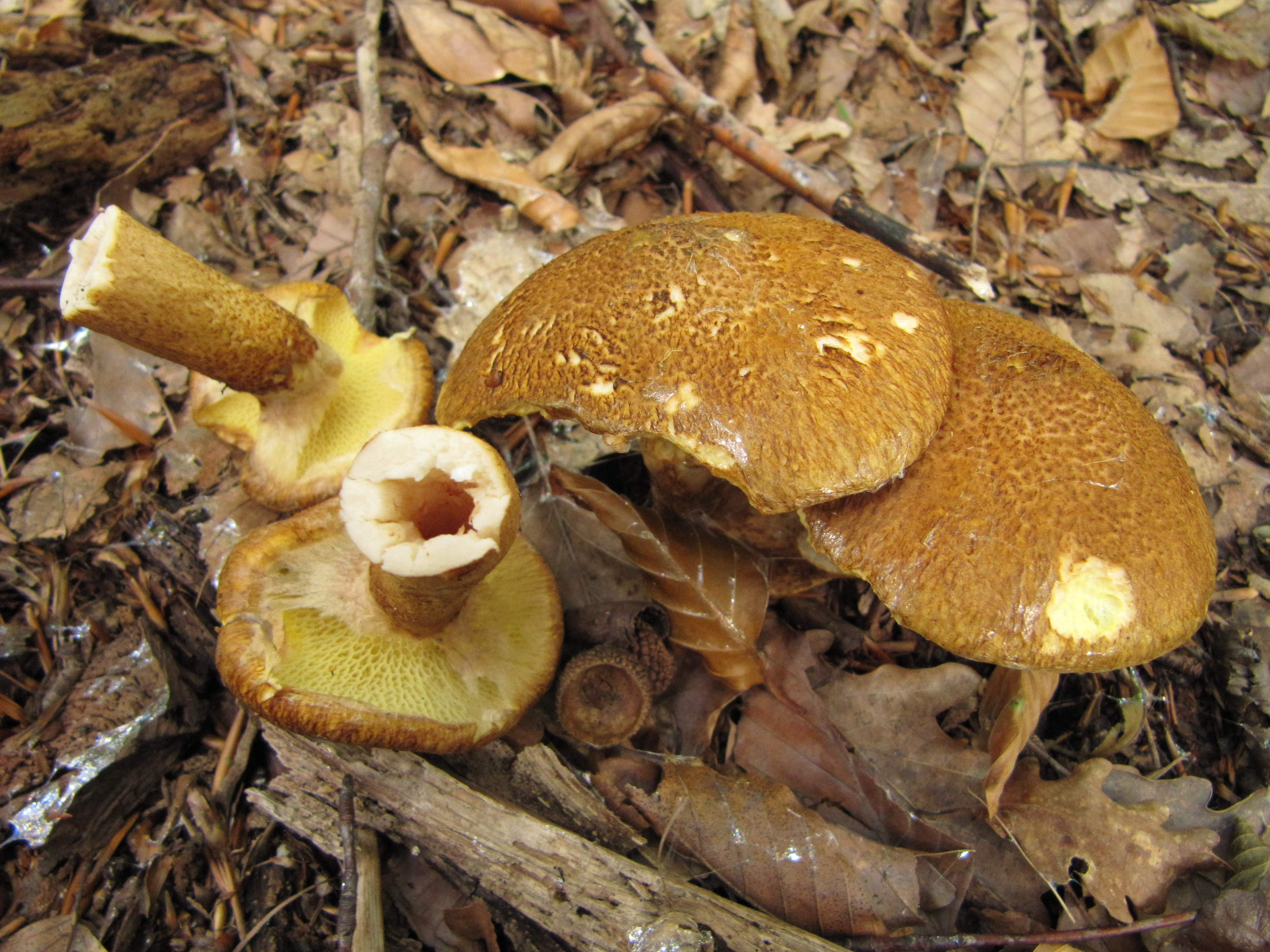
Boletus cavipes
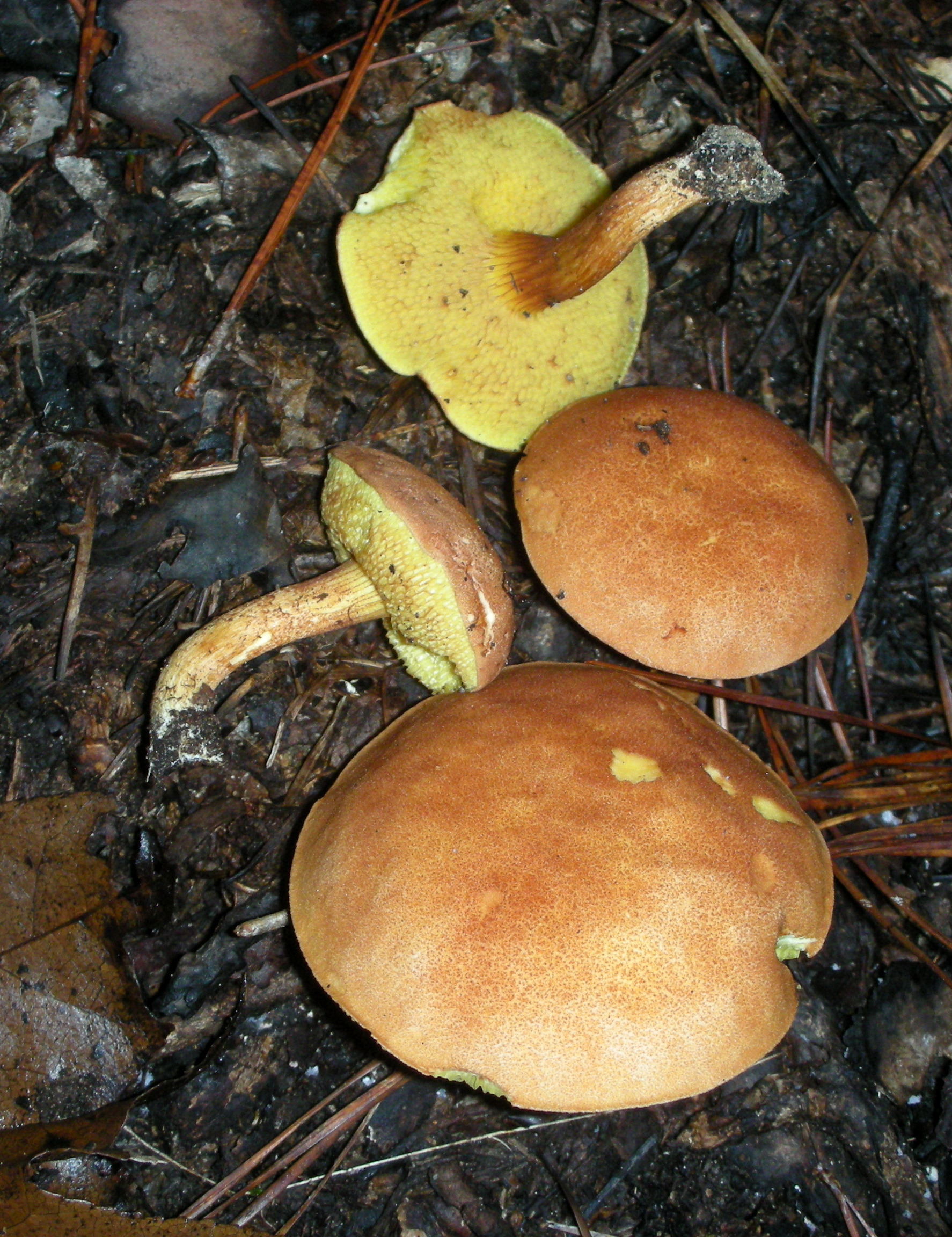
Boletus ferruginosus
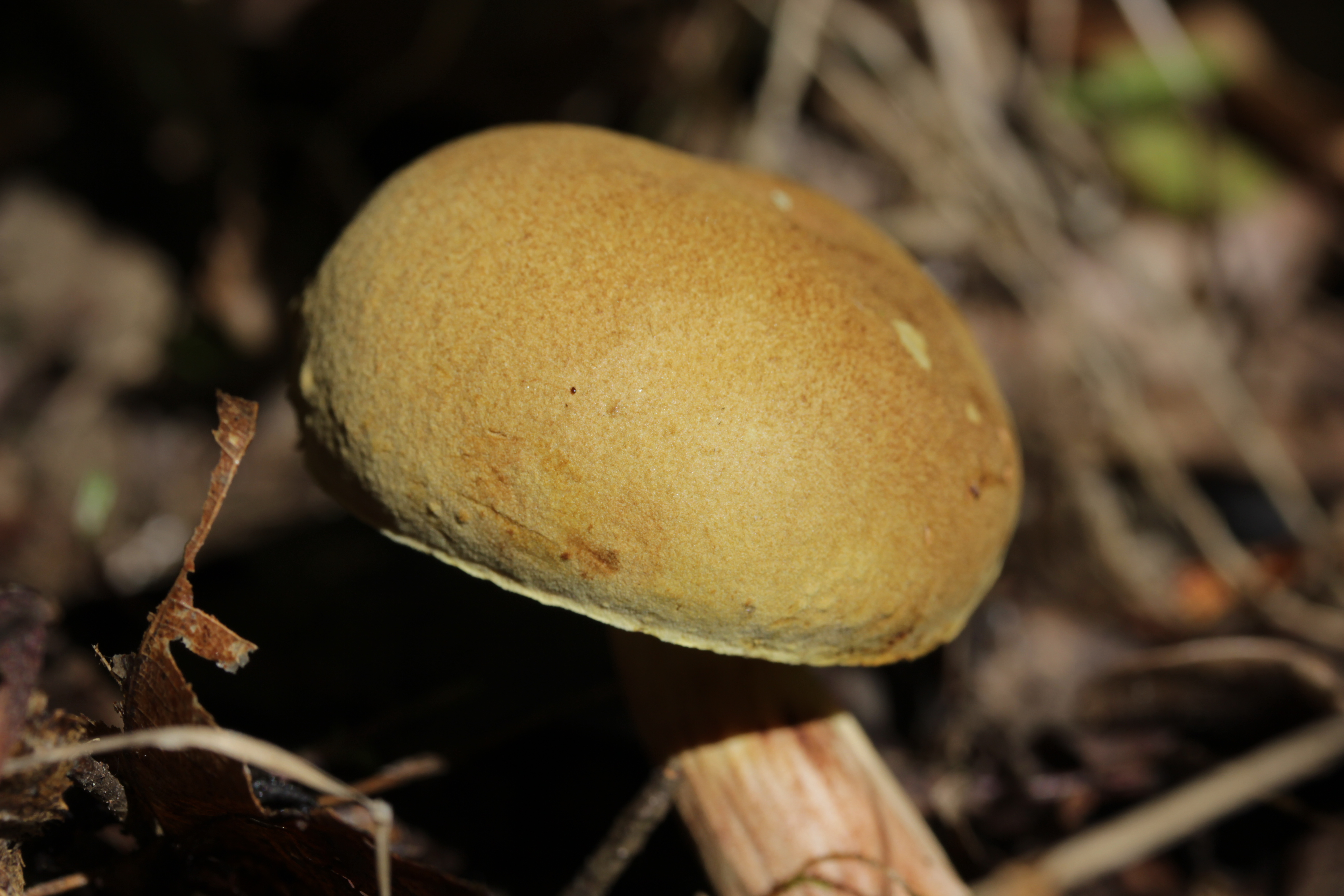
Boletus subtomentosus
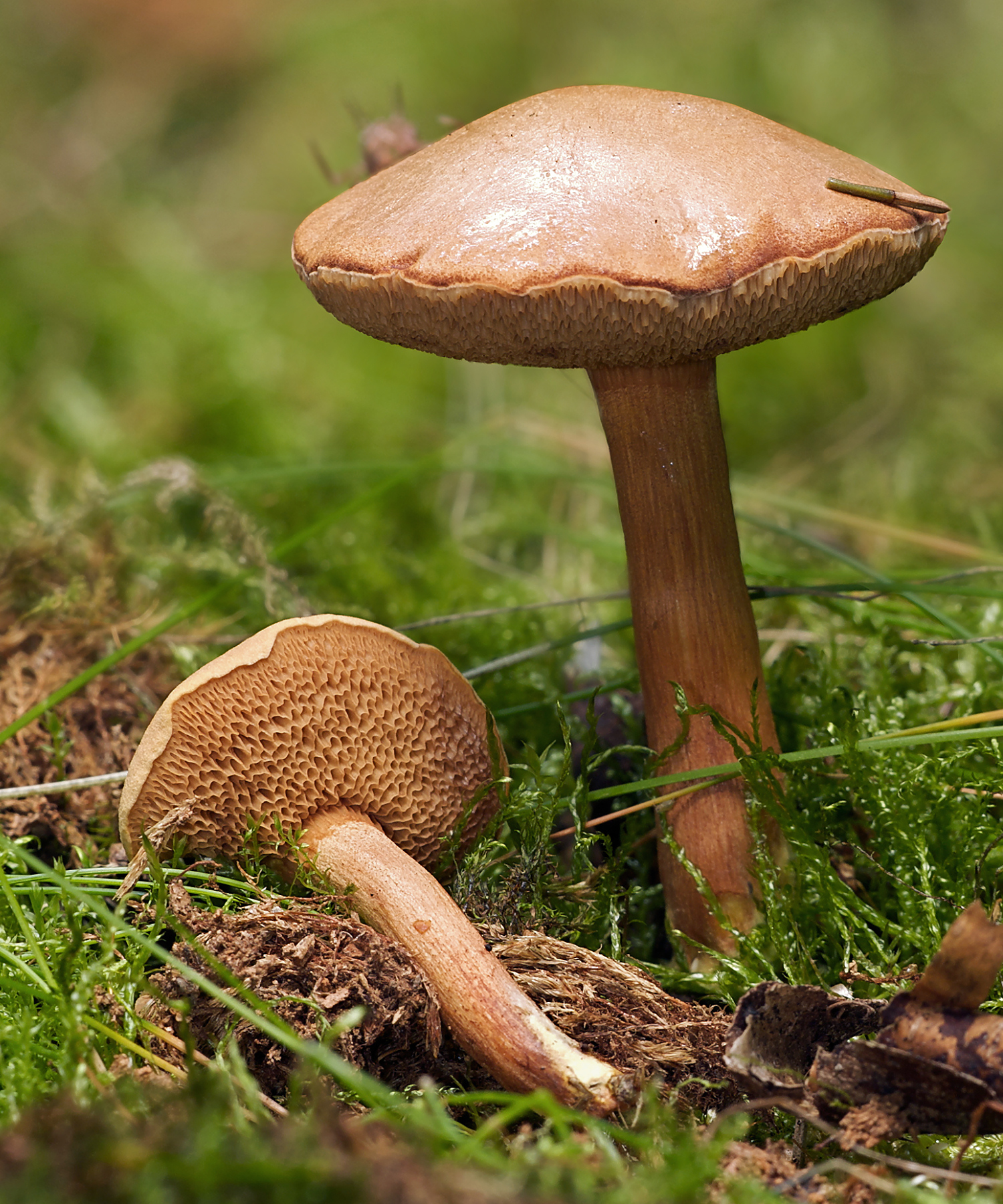
Chalciporus piperatus
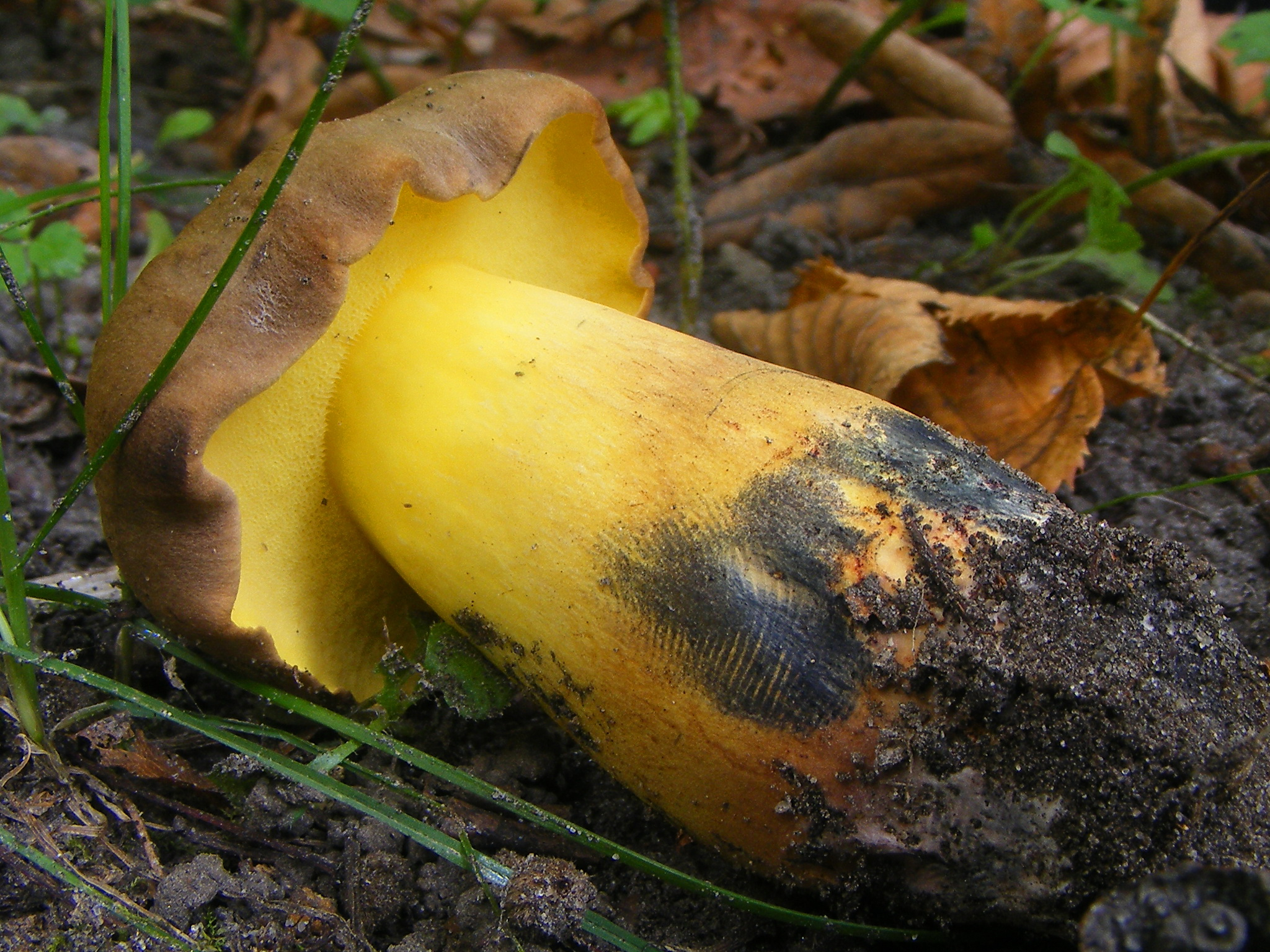
Cyanoboletus pulverulentus

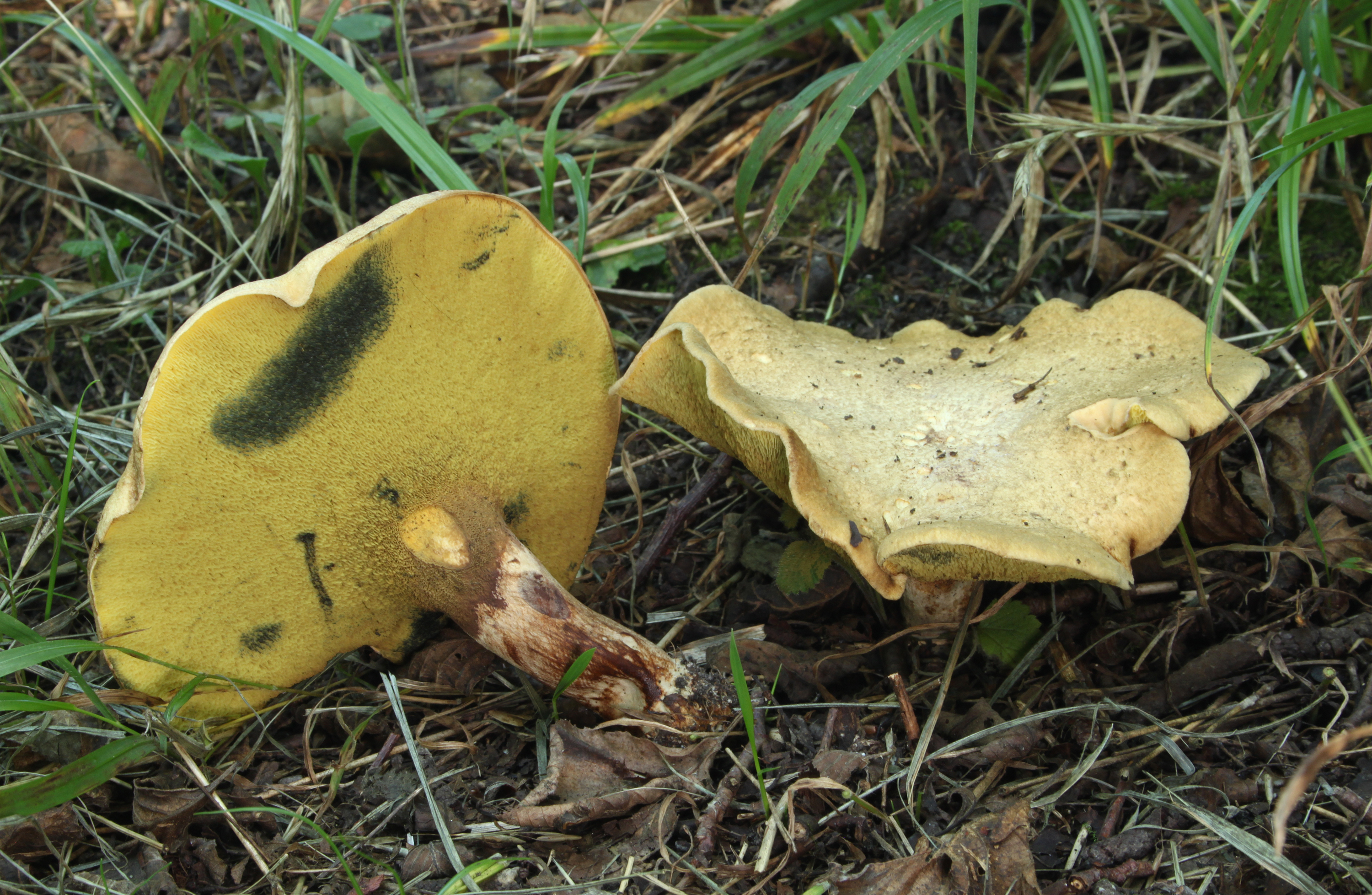
Gyrodon lividus
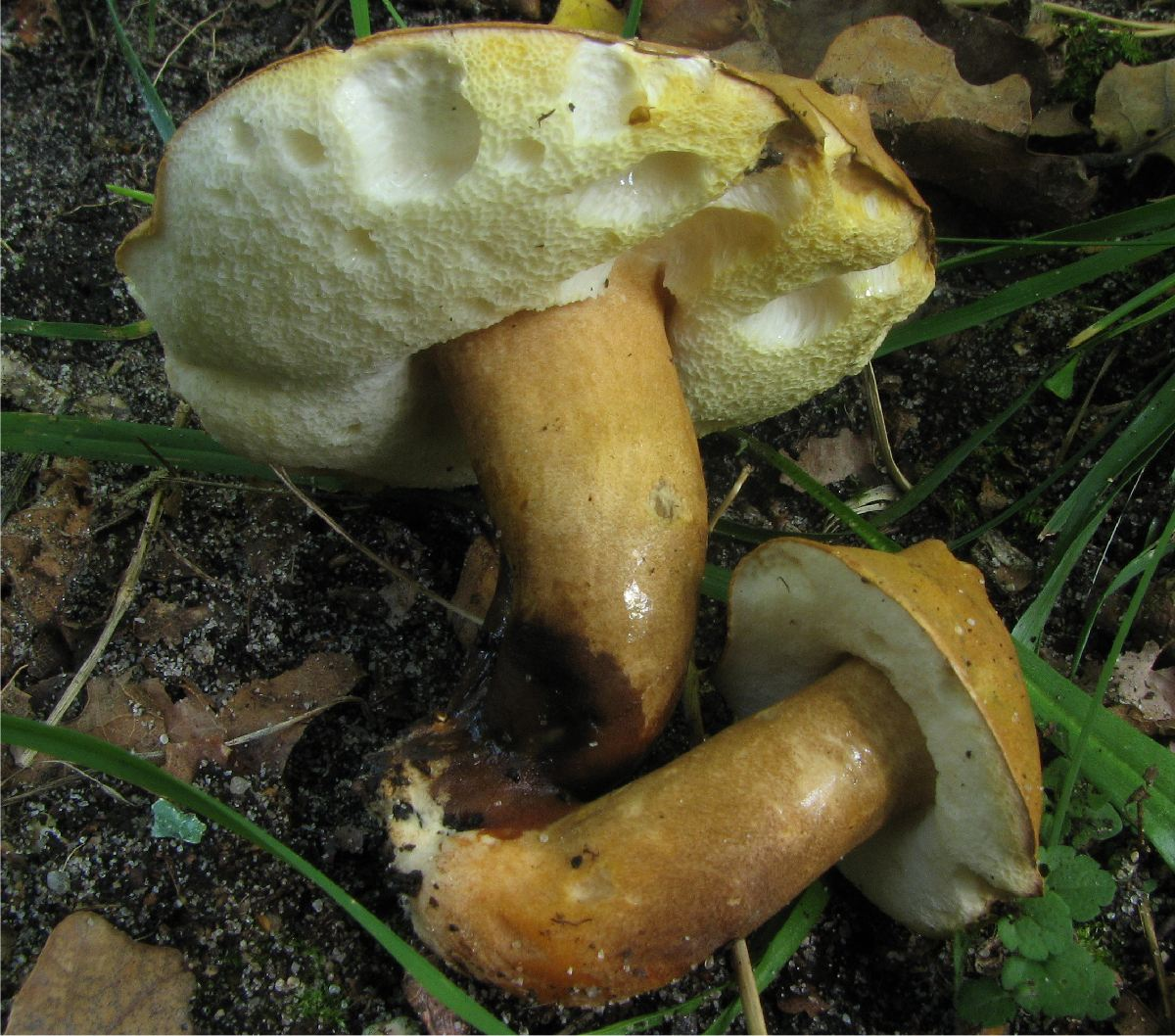
Gyroporus castaneus
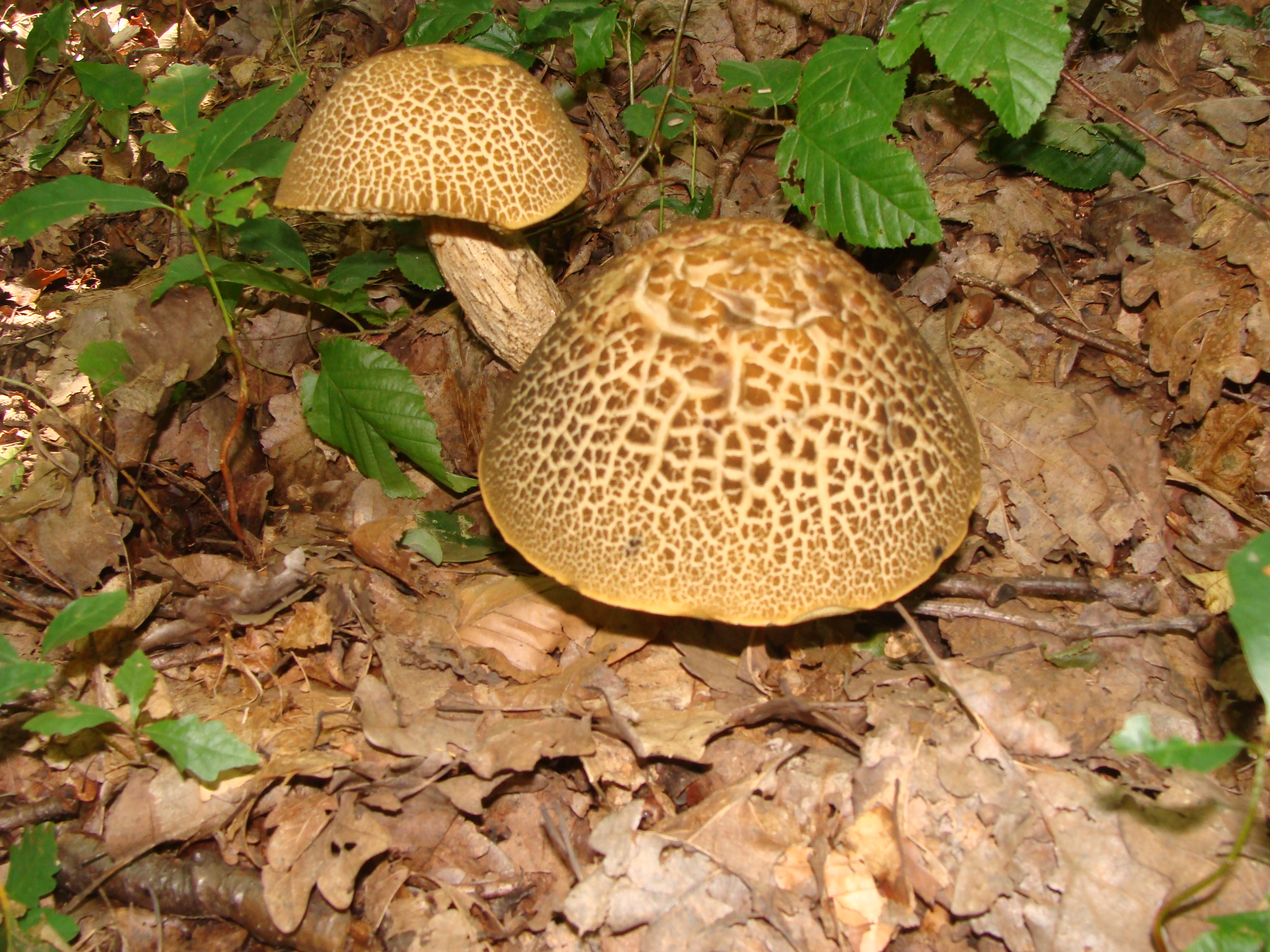
Leccinum crocipodium
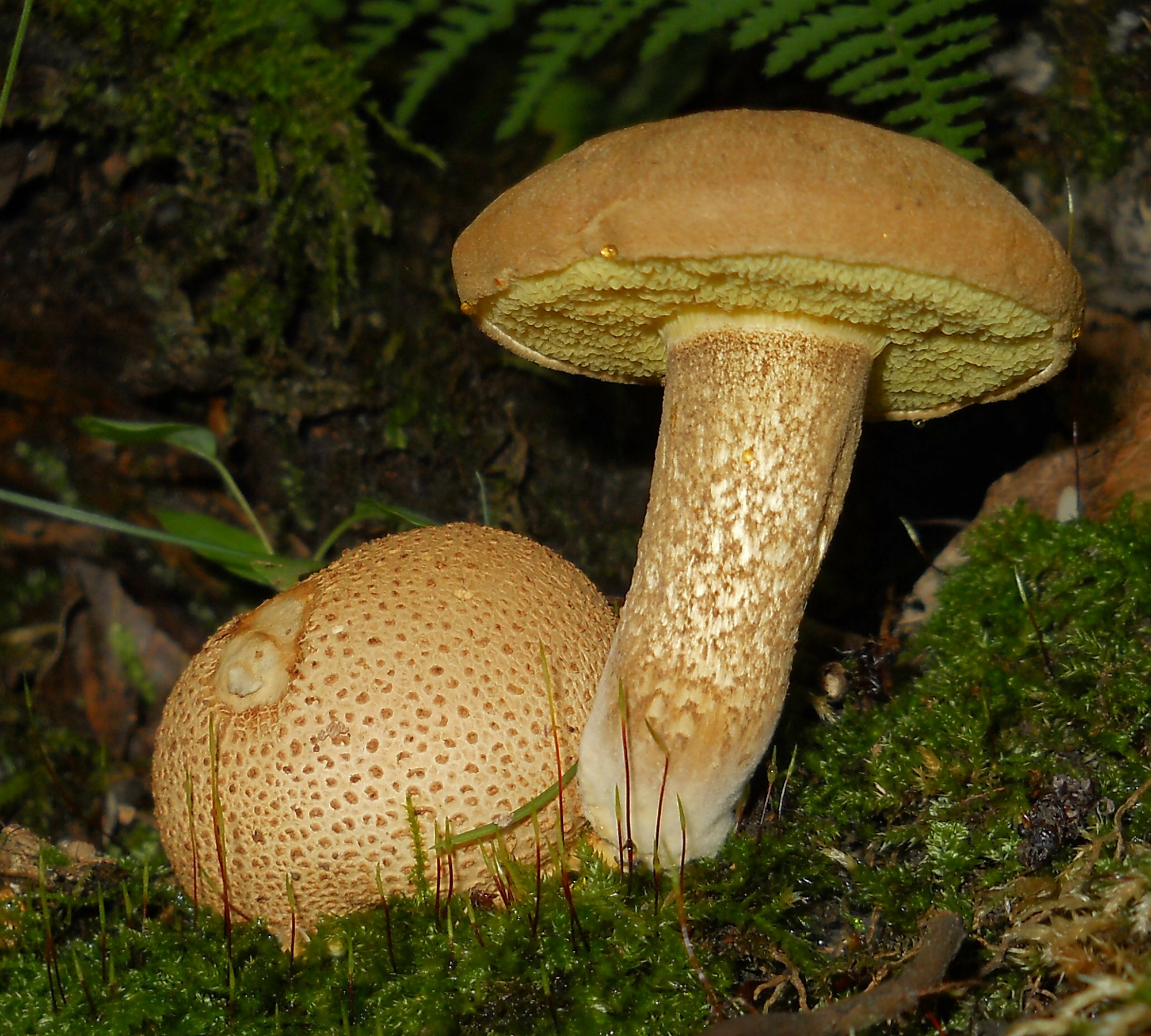
Pseudoboletus parasiticus
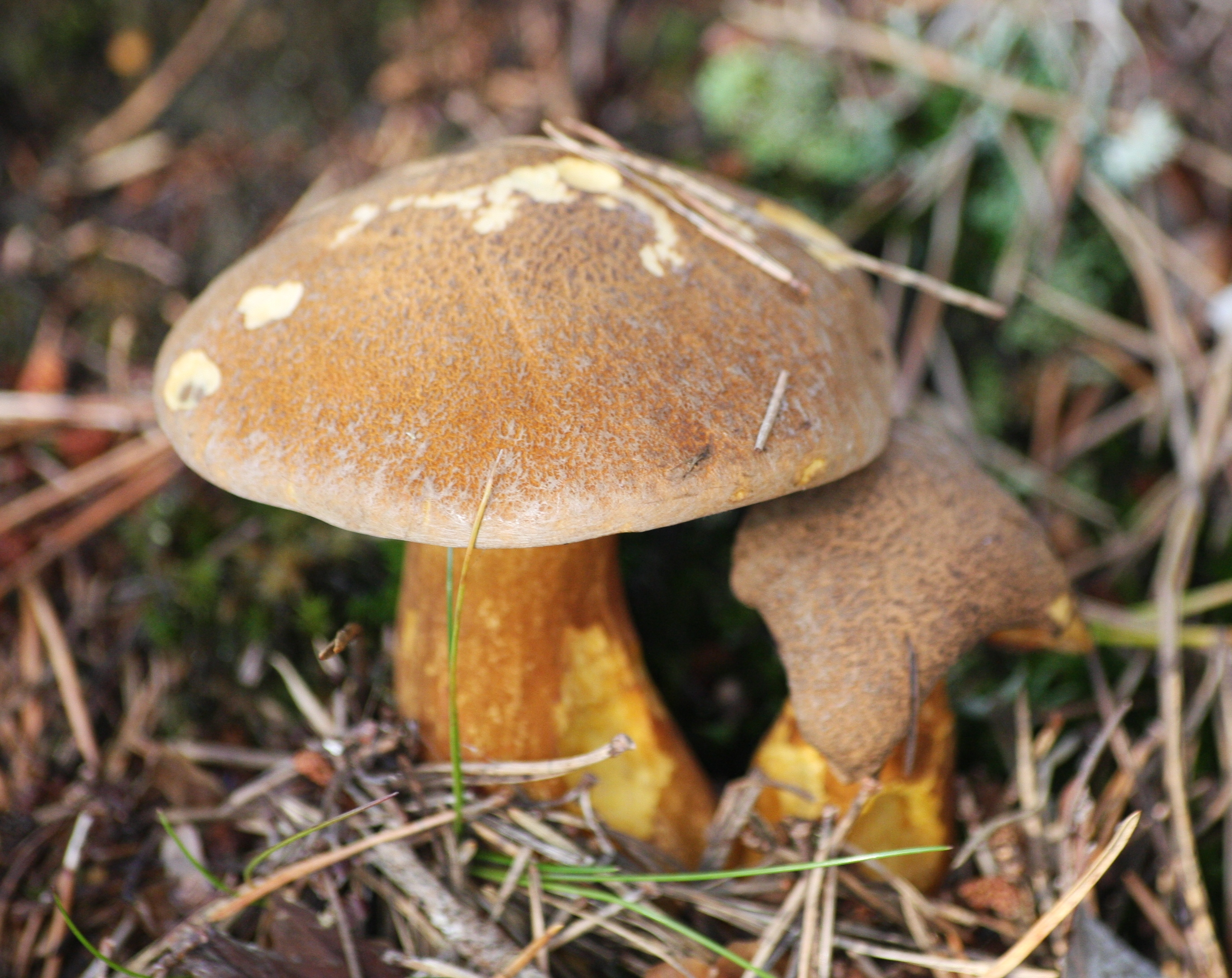
Suillus bovinus
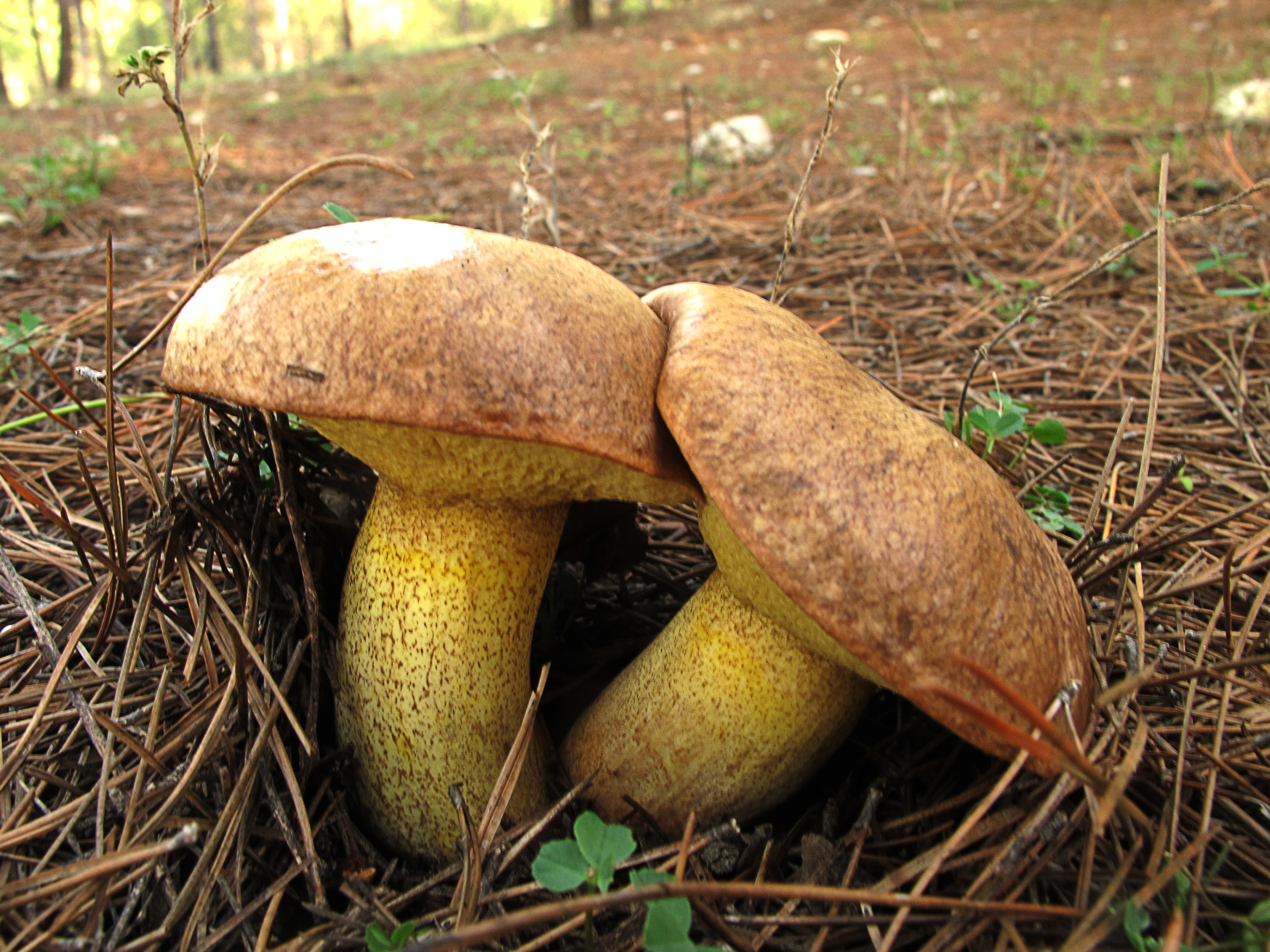
Suillus collinitus
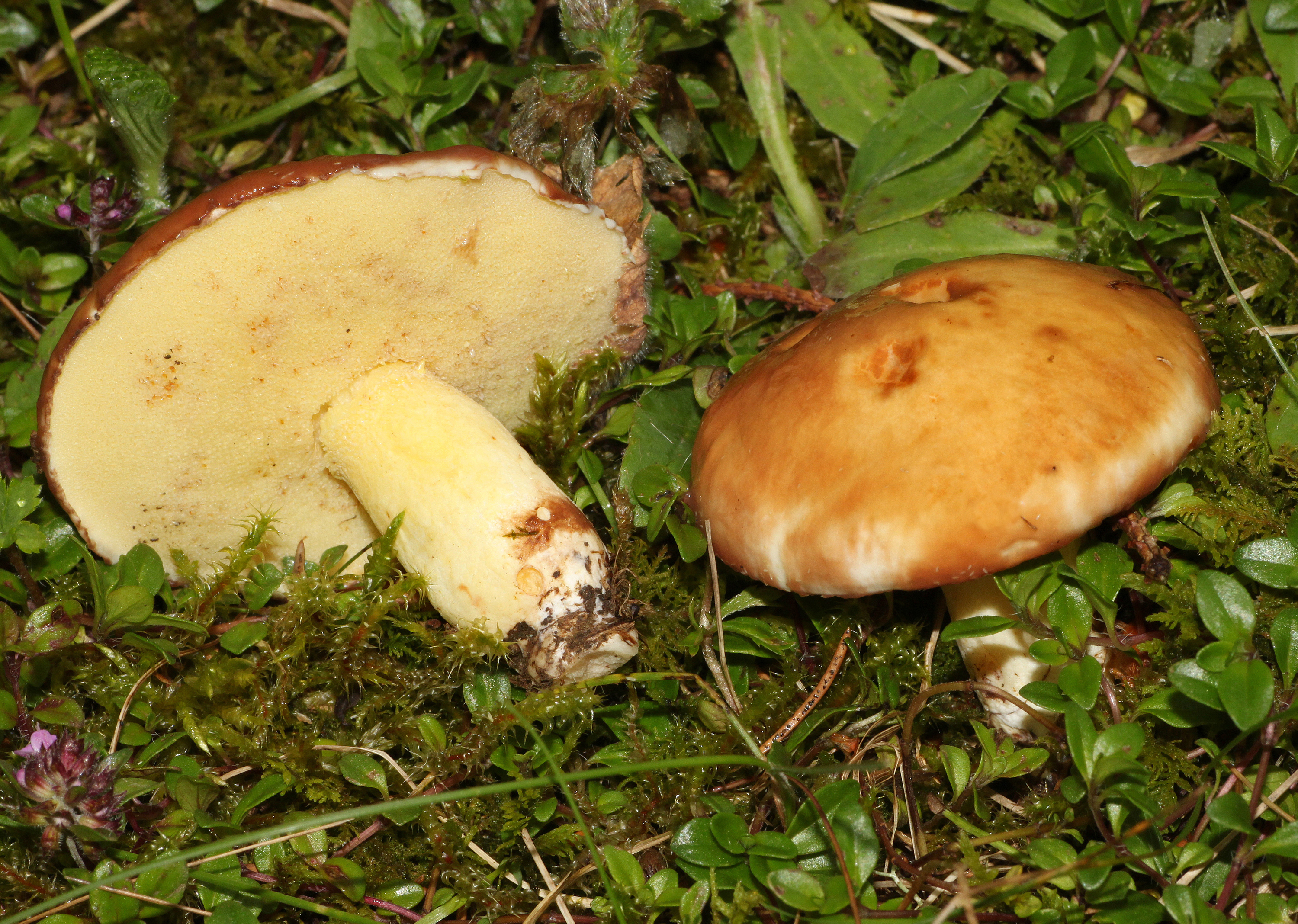
Suillus-granulatus

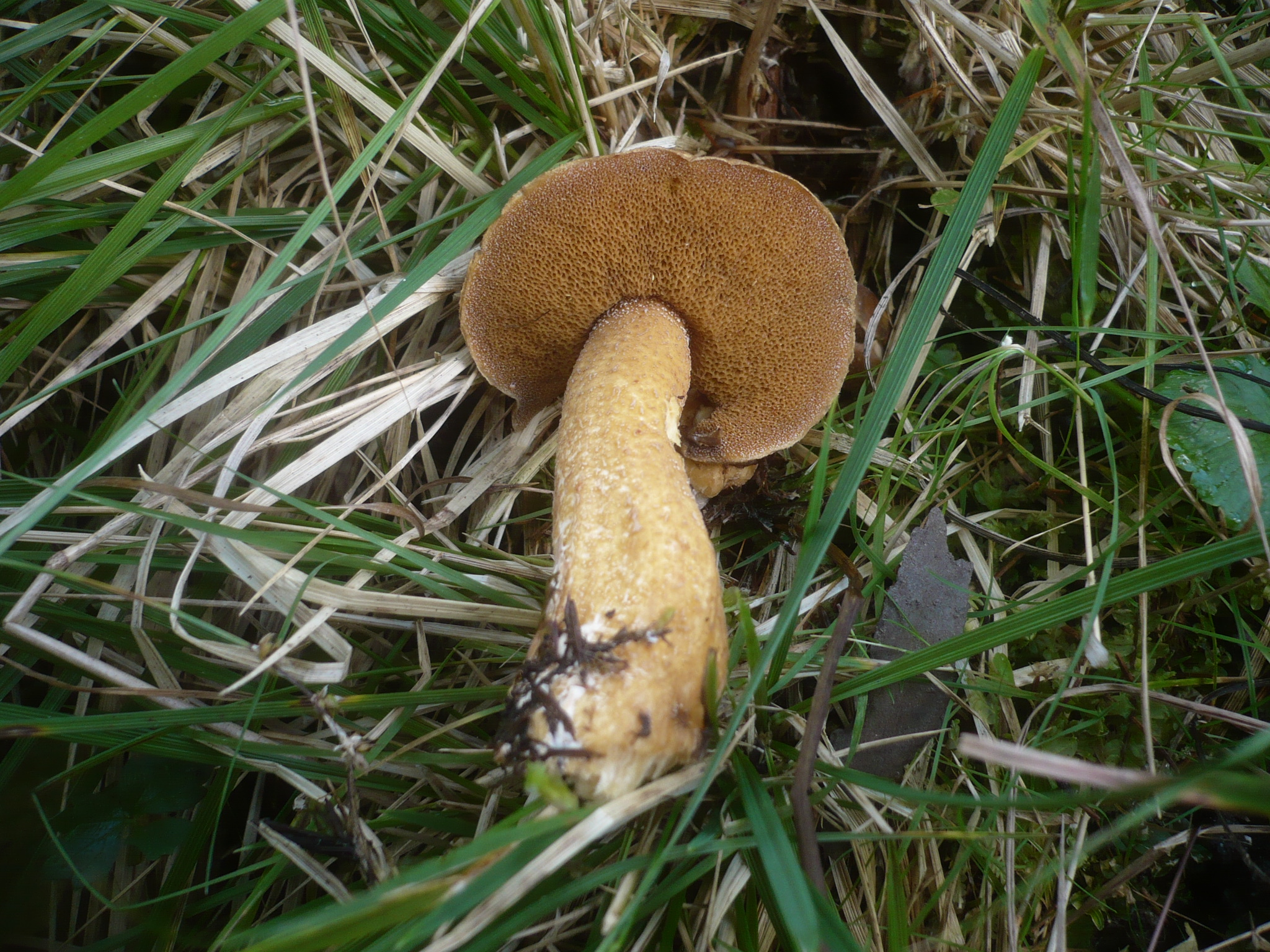
Suillus plorans
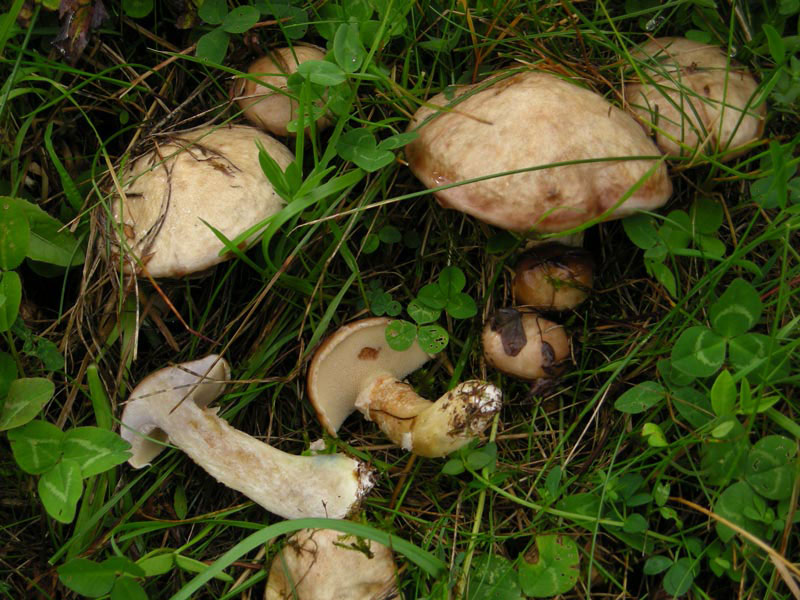
Suillus viscidus
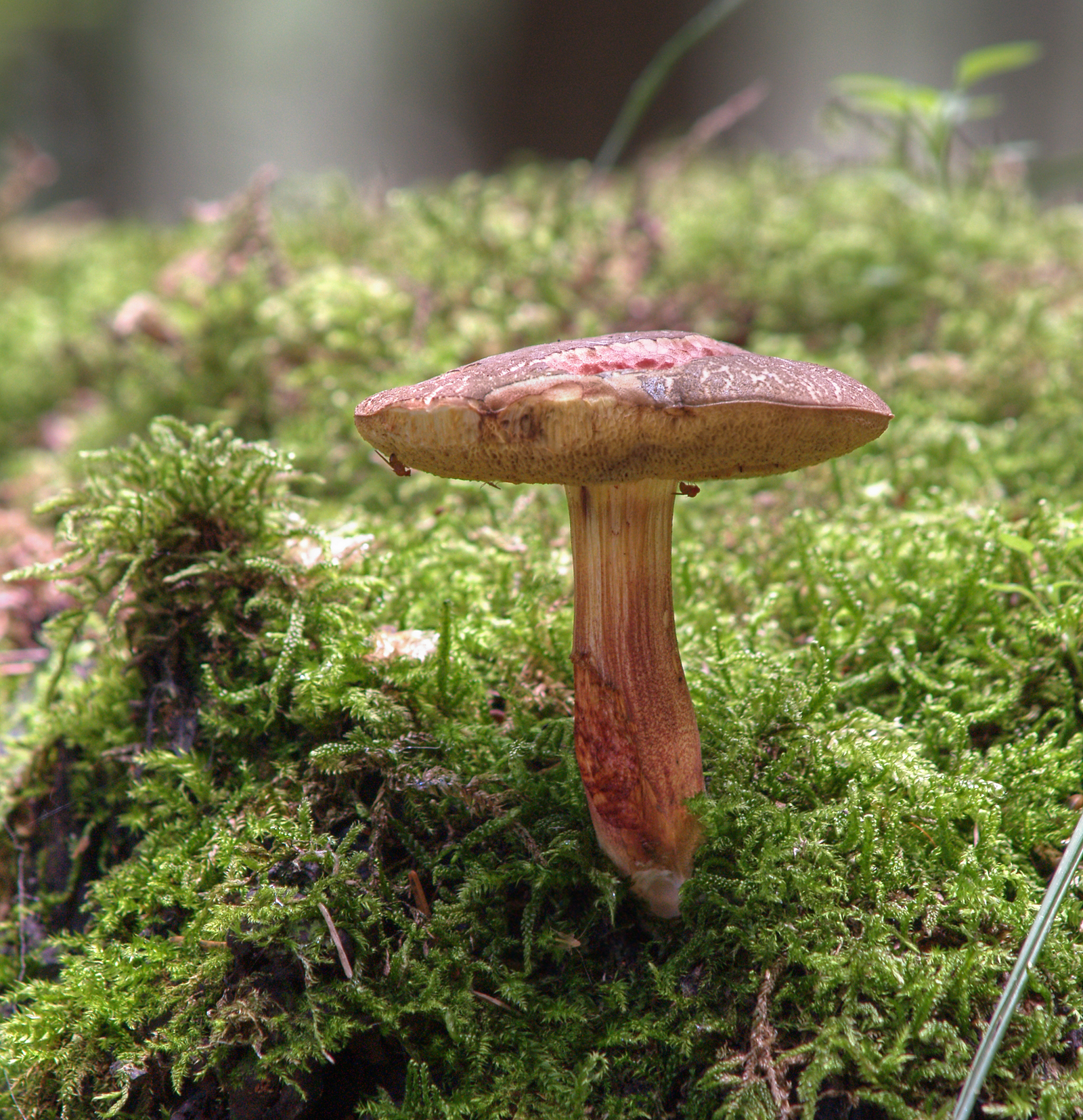
Xerocomellus chrysenteron
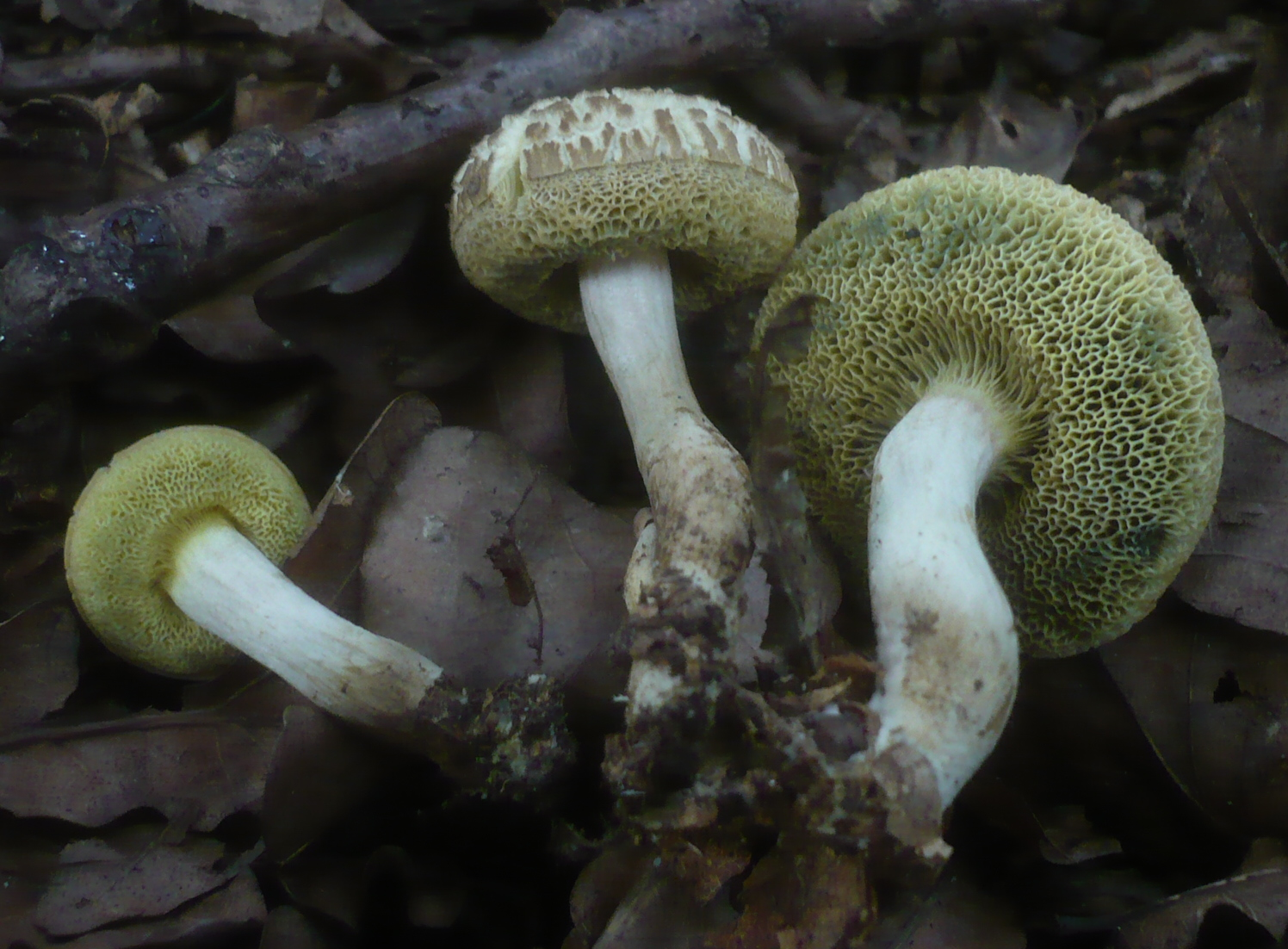
Xerocomellus porosporus
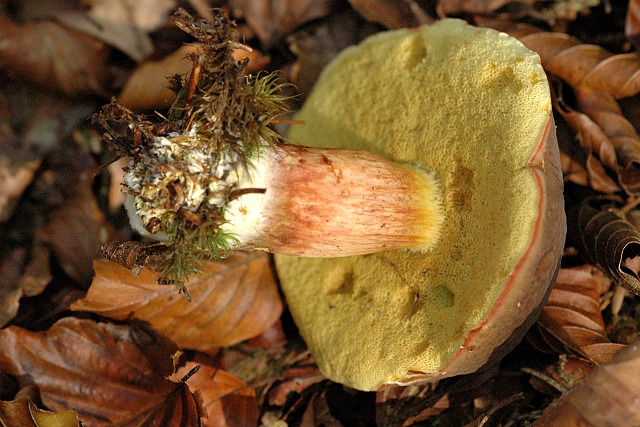
Xerocomellus pruinatus
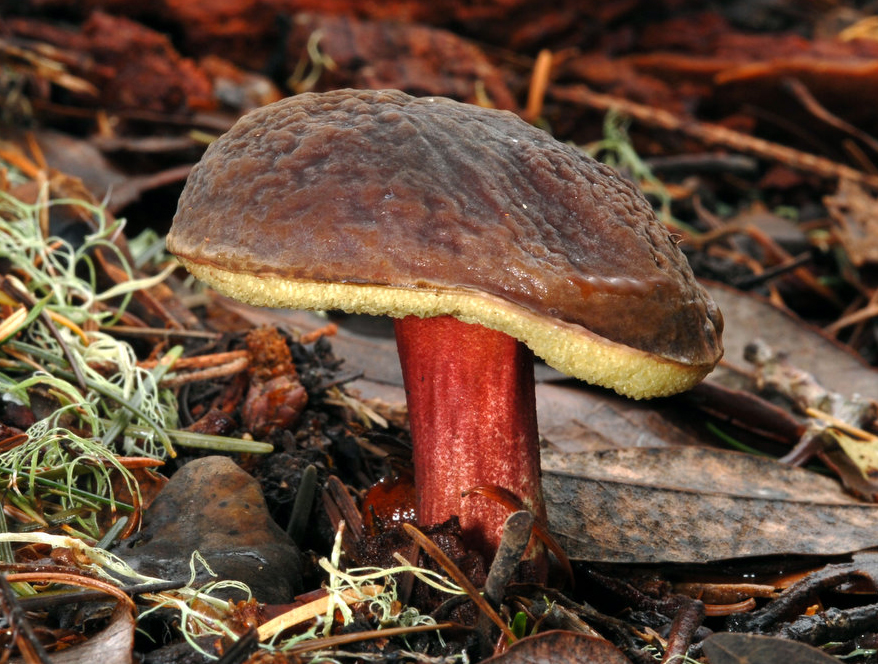
Xerocomellus zelleri
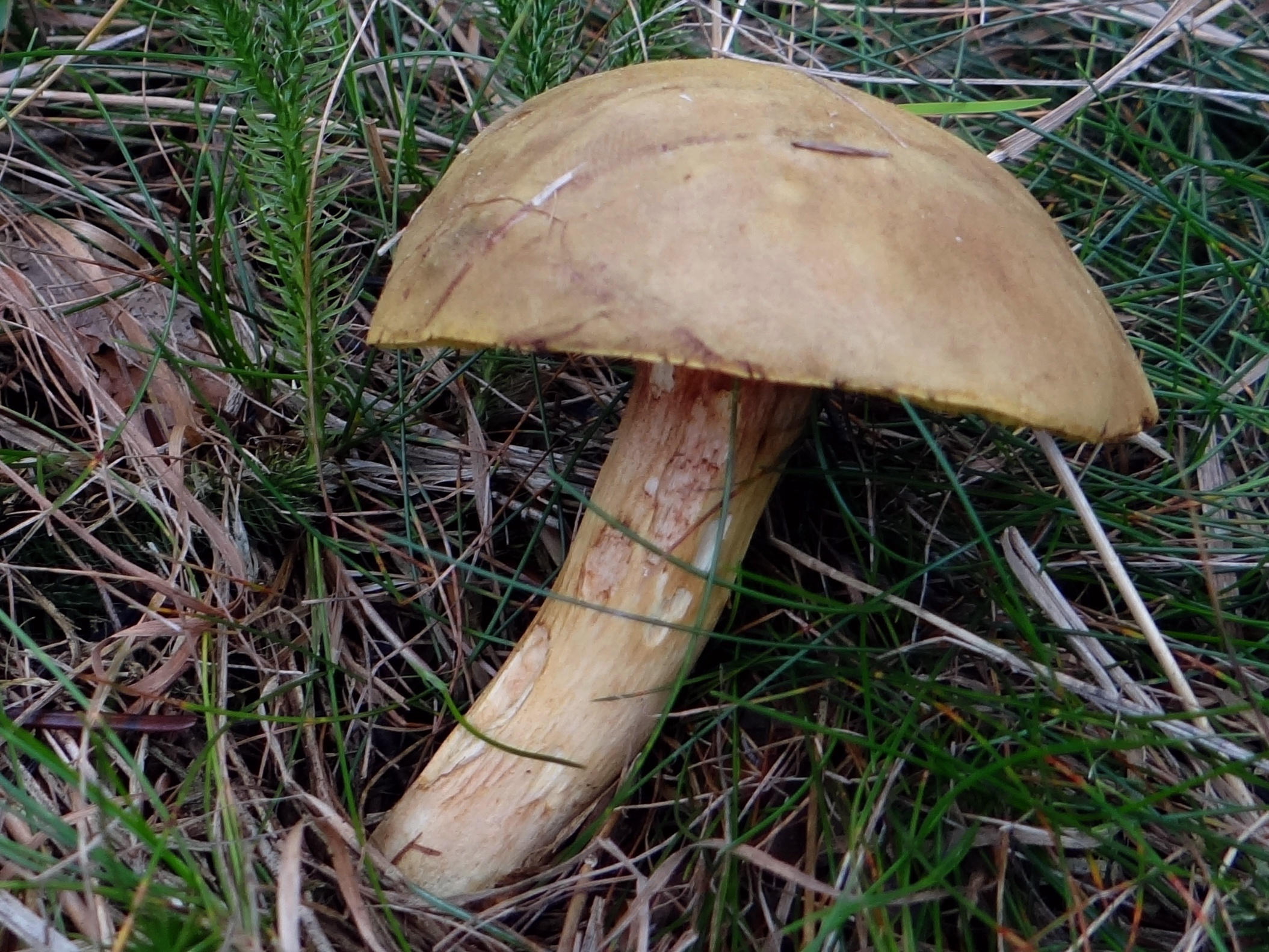
Xerocomus ferrugineus

## Valorificare
Acest burete este comestibil și poate fi preparat asemănător altor specii ale familiei, dar din cauza rarității, ar trebui să fie cruțat.